# Karl Isenbeck
Karl Isenbeck (* 11. April 1904 in Wiescherhöfen bei Hamm; † 24. Januar 1945 auf dem Versuchsgut Hellau bei Posen) war ein deutscher Pflanzenzuchtwissenschaftler. Die meisten seiner Forschungsarbeiten sind geprägt durch eine enge Verbindung von Pflanzenzüchtung, Phytomedizin und Pflanzenbau.

## Leben
Karl Isenbeck, Sohn des Landwirts Friedrich Isenbeck und dessen Ehefrau Selinda Standop, besuchte die Oberrealschule in Hamm, bestand dort 1923 das Abitur und absolvierte anschließend eine landwirtschaftliche Lehre auf einem Saatgutbetrieb. Ab 1925 studierte er Landwirtschaft, zunächst an der Westfälischen Wilhelms-Universität in Münster, seit 1926 an der Universität Halle (Saale). Nach dem Diplomexamen (1928) blieb er in Halle und erhielt 1929 eine Anstellung als Hilfsassistent an dem von Theodor Roemer geleiteten Institut für Pflanzenbau und Pflanzenzüchtung. 1930 wurde er mit einer Dissertation aus dem Gebiet Immunitätszüchtung zum Doktor der Naturwissenschaften promoviert.
1930/31 weilte Isenbeck für ein Jahr als Austausch-Assistent an der Universität Minnesota in St. Paul (USA). Hier gewann er bei dem Phytopathologen E. C. Sakmann umfassende Einblicke in das Gebiet der Phytomedizin, die seine späteren Forschungsaktivitäten nachhaltig beeinflussten. Nach seiner Rückkehr aus den USA erhielt Isenbeck eine planmäßige Assistentenstelle an der Saatzuchtstation der Universität Halle. Zum 1. Mai 1933 trat er in die NSDAP ein (Mitgliedsnummer 1.881.042), im November desselben Jahres in die Motor-SA. 1937 habilitierte er sich mit einer Arbeit über die Resistenz von Sommergesten-Sorten. Als Privatdozent am Roemerschen Institut hielt er bis 1939 Vorlesungen über „Allgemeine Pflanzenzüchtung“, „Korrelations- und Fehlerrechnung in der Landwirtschaft“ und „Klima und Ertragssicherheit“.
1940 wurde Isenbeck zum Professor und Direktor bei der Reichsforschungsanstalt für alpine Landwirtschaft in Admont/Steiermark ernannt und mit der Leitung eines neu zu errichtenden Instituts für Pflanzenbau beauftragt. Den Aufbau dieser Forschungsstätte konnte er jedoch nur wenige Monate direkt vor Ort leiten. 1942 wurde er als Militärverwaltungsrat zur Wehrmacht einberufen. Wenige Wochen vor Ende des Zweiten Weltkrieges kam er bei Kämpfen auf dem Versuchsgut Hellau in der Nähe von Posen ums Leben.
An der Universität Halle erarbeitete Isenbeck durch jährliche Beobachtungen in Zuchtgärten eine Systematik
der Varietäten selbstbestäubenderer Nutzpflanzen, insbesondere bei Getreide und untersuchte die physiologische Spezialisierung pflanzlicher Krankheitserreger. Diese Tätigkeit wurde gekrönt durch seine Mitautorenschaft an dem 1938 erschienenen Gemeinschaftswerk (mit Theodor Roemer und Walter Heinrich Fuchs) „Die Züchtung resistenter Rassen der Kulturpflanzen“. Für das im Berliner Paul Parey Verlag erschienene „Handbuch der Pflanzenzüchtung“ schrieb Isenbeck mehrere Übersichtsbeiträge, unter anderem über Gersten- und Weizenzüchtung. In wissenschaftlichen Fachzeitschriften publizierte er Beiträge zur Dürreresistenz des Weizens, zu  Qualitätsfragen bei Getreide und über aktuelle Probleme der Pflanzenbauforschung.

## Wichtigste Publikationen
- Untersuchungen über Helminthosporium gramineum Rabh. in Rahmen der Immunitätszüchtung. Naturwiss. Diss. Univ. Halle 1930. – Zugl. in: Phytopathologische Zeitschrift Bd. 2, 1930, S. 503–555.
- Die Bedeutung der Faktoren Temperatur und Licht für die Frage der Resistenzverschiebung bei verschiedenen Sommergersten gegenüber Helminthosporium gramineum. Naturwiss. Habil.-Schr. Univ. Halle 1937. – Zugl. in: Kühn-Archiv Bd. 44, 1937, 1–54.
- Theodor Roemer, Walter Heinrich Fuchs und Karl Isenbeck: Die Züchtung resistenter Rassen der Kulturpflanzen. Verlag von Paul Parey Berlin 1938.
- Beobachtungen, Erfahrungen und Gedanken zur Dürreresistenz des Weizens als Züchtungsproblem. In: Pflanzenbau Bd. 14, 1938, S. 401–426.
- Die Entwicklung des Qualitätsgedankens in der landwirtschaftlichen Pflanzenzüchtung. In: Kühn-Archiv Bd. 50, 1938, S. 275–314.
- Sind gute Qualität und Ertrag kombinierbar? In: Der Forschungsdienst, Sonderheft 14, 1941, 44–51.
- Mehrere Beiträge im Handbuch der Pflanzenzüchtung. Verlag Paul Parey Berlin, Bd. 1, 1941 und Bd. 2, 1950. – Der umfangreiche, in Bd. 2 erstmals publizierte Beitrag Die Züchtung des Weizens (gemeinsam mit Klaus von Rosenstiel) erschien 1950 im Verlag Paul Parey auch als eigenständige Buchausgabe.